# Theophanu-Evangeliar

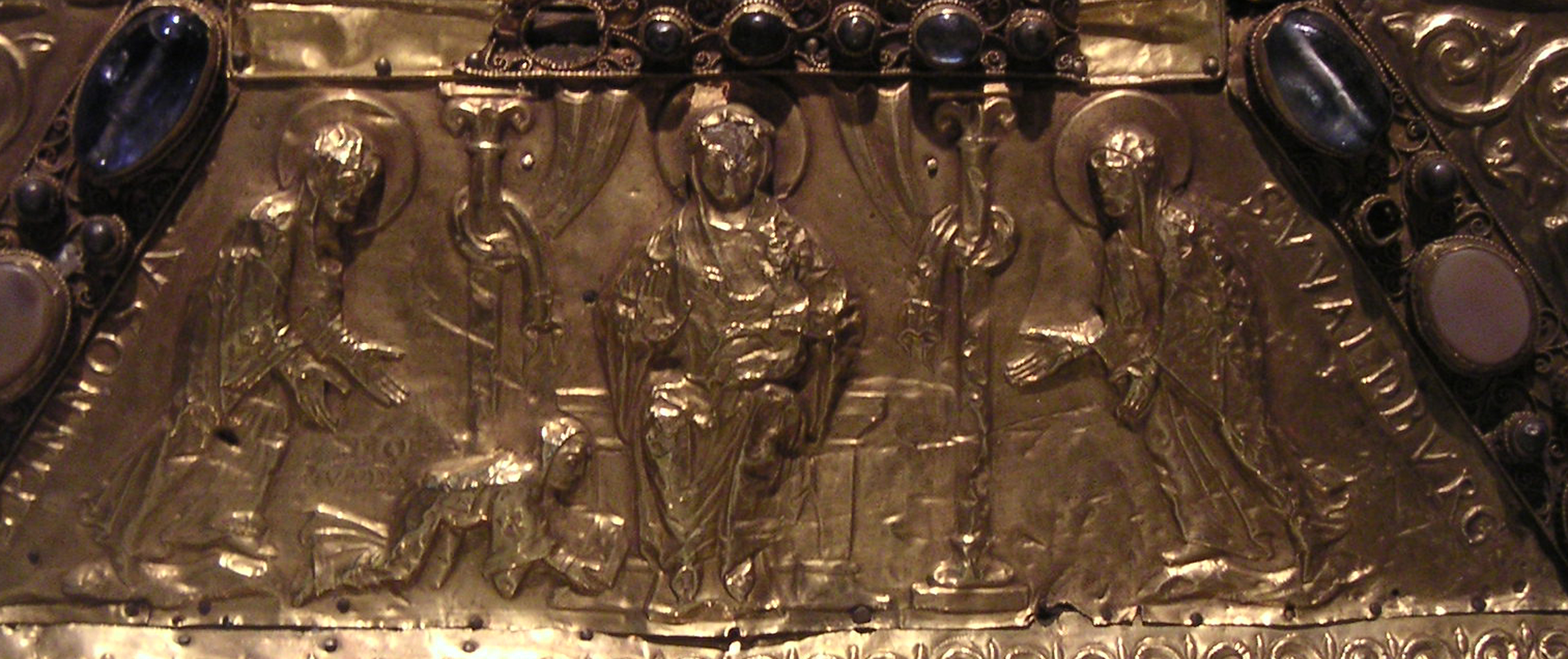
Das Stifterbild des Theophanu-Evangeliars: Äbtissin Theophanu zu Füßen der Gottesmutter als Stifterin des Evangeliars

Das Theophanu-Evangeliar ist ein Evangeliar, das unter Äbtissin Theophanu (1039–1059) für das Stift Essen angefertigt wurde. Die einst mit einem kostbar verzierten Prunkeinband versehene, reich illuminierte Handschrift befindet sich heute in der Essener Domschatzkammer.
Da das Theophanu-Evangeliar fast identische Abmessungen wie das ebenfalls im Domschatz befindliche karolingische Evangeliar aufweist, ist zu vermuten, dass es dieses ältere Evangeliar als Prunkevangeliar in der Liturgie ablöste. Es ist im Gesamtkontext der reichen Schenkungen zu sehen, die Theophanu für die Ausstattung der Essener Stiftskirche, des heutigen Domes, tätigte: das Theophanu-Evangeliar, das Theophanu-Kreuz sowie das Kreuznagel-Reliquiar. Sie sind sowohl durch ähnliche künstlerische Gestaltungsweisen wie auch funktional verbunden, denn alle drei Objekte haben einen engen Bezug zur Kreuzigung Christi. Der Einband des Evangeliars stellt die Kreuzigung in seinem Mittelbild dar, das Reliquiar enthält mit dem Heiligen Nagel eine der Reliquien der Passion Christi, und das Kreuz birgt unter seinem zentralen Schmuckstein eine Kreuzreliquie. Sie alle wurden wahrscheinlich im Rahmen der Osterliturgie am Karfreitag anstelle Christi symbolisch in ein Grab auf der Empore des Westwerks gelegt und in der Osternacht wieder hervorgeholt. Möglicherweise wurden diese drei Objekte der Äbtissin auch bei feierlichen Anlässen als Hoheitszeichen vorausgetragen.

## Handschrift
Die Pergamenthandschrift (Signatur Hs. 3) umfasst 157 Blätter im Format 35,5 × 25 cm in 21 Lagen. Der Text der Handschrift wurde von einem einzigen Schreiber, der möglicherweise in Essen tätig war, in karolingischen Minuskeln geschrieben. Die Textanordnung ist einspaltig mit 27 Zeilen pro Seite.
Die Handschrift ist reich mit Illustrationen und Initialen ausgestattet. Am Anfang befinden sich zunächst der Brief des Hieronymus an Papst Damasus (fol. 1r–2v), die Vorrede zu den Kanontafeln (fol. 2v) und elf Kanontafeln (fol. 3r–8v). Jedes der Evangelien beginnt mit dem Inhaltsverzeichnis und einer ganzseitigen Darstellung des jeweiligen Evangelisten sowie zwei Initialseiten. Die Evangelistenbilder gehen auf ältere Vorlagen zurück, die in der nordfranzösisch-belgischen Kunstlandschaft vermutet werden. Den Abschluss bildet das Capitulare evangeliorum (fol. 147r–157r).
|                     |                   |                  |                      |
| Matthäus (fol. 10v) | Markus (fol. 50v) | Lukas (fol. 76v) | Johannes (fol. 116v) |

## Einband

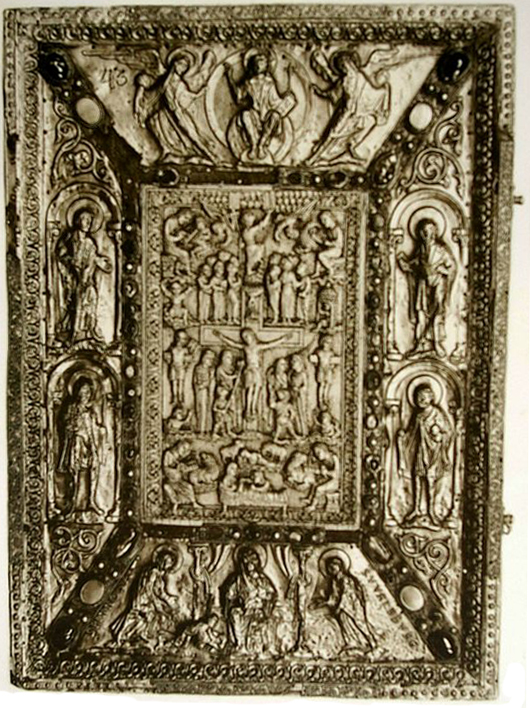
Der Einband des Theophanu-Evangeliars

Für das Evangeliar wurde von Theophanu ein kostbarer Prachteinband in Auftrag gegeben. Unter Äbtissin Franziska Christine (1726–1776) wurde dieser von der Handschrift getrennt und letztere mit einer aus goldgeprägtem Leder gefertigten Rückseite versehen. Die originale Rückseite des Einbandes wird heute separat ebenfalls in der Schatzkammer des Essener Doms aufbewahrt.

### Beschreibung
Der Buchdeckel des Evangeliars misst 35,7 × 26 cm. Der Einband besteht aus einem Kern aus Eichenholz, der von einer Hülle aus getriebenem Goldblech umgeben ist, die reich mit Edelsteinen geschmückt ist, die Mitte nimmt eine Elfenbeintafel ein. Diese ist von einem mit Filigranbändern, Edelsteinen und Perlen besetzten Rahmen umgeben. Von diesem verlaufen ausgehend von den Ecken Ornamentbänder diagonal zu den Ecken eines äußeren Goldrahmens, wodurch vier trapezförmige Bildfelder entstehen.
Im oberen Feld thront der triumphierende Christus als Pantokrator in der Mandorla zwischen zwei Engeln. Das untere Feld zeigt das Stifterbild. In der Mitte thront Maria mit dem segnenden Jesuskind auf dem Schoß. Zu ihren Füßen kniet die Äbtissin Theophanu (Beischrift THEOPHANV ABBA[TISS]A), die das von ihr gestiftete Evangeliar zu Füßen der Thronenden ablegt. Seitlich stehen die Heiligen Pinnosa und Walburga, zwei Heilige, von denen Reliquien in Essen verehrt wurden, als Fürbitterinnen. In den beiden seitlichen Feldern sind die Essener Stiftspatrone Petrus und Paulus (oben) sowie Cosmas und Damian (unten) unter Arkaden dargestellt.
Beim Rückdeckel des Einbandes handelt es sich um eine mit Seidenstoff überzogene Holztafel, die von einer ornamentierten Metallleiste eingefasst wird. Auf dem Einband sind vier runde Medaillons und eine Vierpasstauschierung befestigt. Die Medaillons zeigen die Evangelistensymbole, der mittlere Vierpass das Lamm Gottes mit Kreuzstab und Evangeliar.

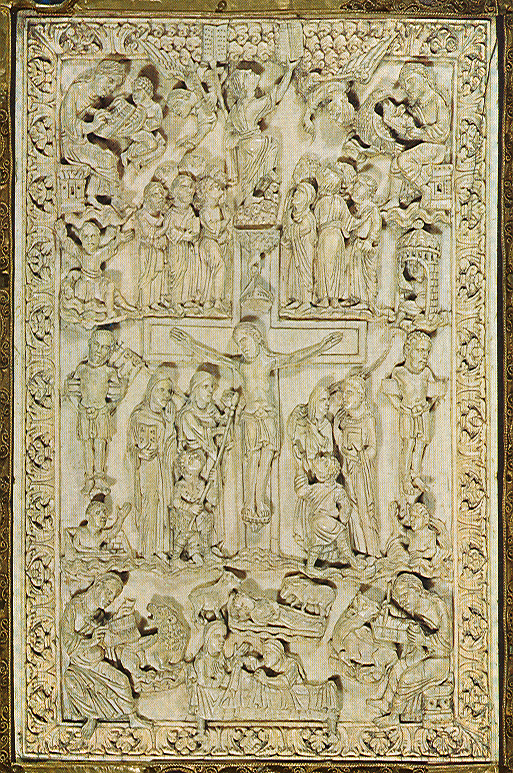
Elfenbeinrelief

### Elfenbeintafel
Die zentrale Elfenbeintafel (17,6 × 11,3 cm) ist von einem Ornamentrahmen eingefasst. Sie ist in drei Zonen eingeteilt und zeigt einen heilsgeschichtlichen Zyklus: Unten ist Maria im Wochenbett mit der Hebamme Salome zu sehen, das Kind in der Krippe mit Ochs und Esel. Die mittlere Zone zeigt Christus am Kreuz zwischen den beiden Schächern. Oben ist die Himmelfahrt Christi dargestellt. Dieses Bild vermittelt zugleich zu dem darüber stehenden Bild des Rahmens, in dem Christus als thronender Weltenherrscher (Pantokrator) zu sehen ist. In den Ecken des Reliefs sind die vier Evangelisten platziert.
Das Elfenbein entstand wahrscheinlich in Köln nach einem etwas älteren Vorbild aus einer Werkstatt in Lüttich.

### Einordnung
Der vordere Buchdeckel geht in seiner Gestaltung auf spätantike und karolingische fünfteilige Polyptychen zurück wie etwa den des Lorscher Evangeliars aus dem frühen neunten Jahrhundert. Diese Vorbilder wirkten bis in die ottonisch-salische Zeit hinein.
Der Entstehungsort des Einbandes ist unklar, erwogen wird in der Literatur eine Anfertigung in Essen selbst, aber auch eine Entstehung in Köln, zu dem Theophanu enge Beziehungen hatte, wo Goldschmiedewerkstätten nachgewiesen sind.